# Leden 2025
Toto je archivovaný článek z portálu Aktuality.
1. ledna – středa
 Bulharsko a Rumunsko vstoupily do schengenského prostoru. 
 V americkém městě New Orleans došlo během novoročních oslav k teroristickému útoku automobilem, při kterém zahynulo 15 lidí. 
 Po vypršení dohody mezi ruským Gazpromem a ukrajinským Naftogazem byl ukončen tranzit zemního plynu přes ukrajinské území do Evropy. 
 Útočník v černohorském městě Cetinje zabil 12 lidí. 
3. ledna – pátek
 Historicky nejmladším mistrem světa v šipkách se v 17 letech stal Luke Littler, který ve finále porazil trojnásobného šampiona Michaela van Gerwena 7–3 na sety. 
4. ledna – sobota
 Rakouský kancléř Karl Nehammer rezignoval na svou funkci, poté co selhala povolební jednání mezi lidovci a sociální demokracií. 
5. ledna – neděle
 USA porazilo Finsko ve finále Mistrovství světa juniorů v ledním hokeji. Česká reprezentace obhájila bronz. 
 Na 82. ročníku udílení Zlatých glóbů získali film Emilia Pérez a seriál Šógun celkem čtyři ocení. 
6. ledna – pondělí
 Kanadský premiér Justin Trudeau oznámil, že rezignuje na svou funkci. 
7. ledna – úterý
 Zemětřesení o síle 7,1 stupně zasáhlo prefekturu Žikace v Tibetské autonomní oblasti a vyžádalo si nejméně 126 obětí. 
 Nejvyšší státní zastupce Igor Stříž oznámil, že rezignuje na svou funkci. 
 Policie České republiky požádala Poslaneckou sněmovnu o vydání poslance Tomia Okamury k trestnímu stíhání. 
8. ledna – středa
 Série lesních požárů v okolí Los Angeles zničila stovky budov zejména ve čtvrti Pacific Palisades a městech Santa Monica a Pasadena. Zemřelo 24 lidí a nejméně 100 tisíc lidí bylo evakuováno. 
9. ledna – čtvrtek
 Generál Joseph Aoun byl zvolen libanonským prezidentem. 
12. ledna – neděle
 Při požáru restaurace v Mostě zahynulo 6 lidí a 8 dalších bylo zraněno. Další člověk zemřel později v nemocnici. 
 Jack Smith, zvláštní poradce pro vyšetřování role Donalda Trumpa v útoku na americký Kapitol, pokusu o zvrácení prezidentských voleb a nakládání s vládními dokumenty v Mar-a-Lago na Floridě, rezignoval na svou funkci. 
15. ledna – středa
 Izrael a Hamás vyjednaly dohodu o příměří ukončujícím válku v Pásmu Gazy. 
 Jihokorejská policie zadržela odvolaného jihokorejského prezidenta Jun Sok-jola obviněného kvůli prosincovému vyhlášení stanného práva. 
 Vláda Petra Fialy schválila vznik Chráněné krajinné oblasti Soutok chránící lužní lesy na soutoku řek Dyje a Moravy. Tím rezignovala na vlastní programové prohlášení, ve kterém se zavázala k vyhlášení národního parku. 
16. ledna – čtvrtek
 Raketa New Glenn společnosti Blue Origin, patřící miliardáři Jeffu Bezosovi, uskutečnila svůj první start, který proběhl ze základny Cape Canaveral Space Force Station na Floridě. 
 Kosmická loď Starship byla zničena při sedmém testovacím letu společnosti SpaceX. První stupeň rakety Super Heavy byl úspěšně zachycen na základně v texaské Boca Chica. 
17. ledna – pátek
 Nejvyšší soud Spojených států amerických potvrdil platnost zákona zakazujícího činnost čínské sociální sítě TikTok v zemi. 
18. ledna – sobota
 V doplňovacích volbách do Senátu Parlamentu České republiky byl pro senátní obvod č. 60 v Brně v 1. kole zvolen Zdeněk Papoušek. 
20. ledna – pondělí
 Donald Trump podruhé složil přísahu a stal se v pořadí 47. prezidentem Spojených států amerických. 
21. ledna – úterý
 Náčelník generálního štábu Izraelských obranných sil Herci Halevi podal rezignaci. 
 Při požáru hotelu Grand Kartal v lyžařském středisku Kartalkaya v Turecku zahynulo nejméně 76 lidí. 
22. ledna – středa
 Jemenští Hútíové propustili všech 25 rukojmí unesených v listopadu 2023 s japonskou lodí Galaxy Leader. 
23. ledna – čtvrtek
 Karim Khan, vrchní žalobce Mezinárodního trestního soudu, požádal o vydání mezinárodního zatykače na Hajbatulláha Achúndzádu, vůdce afghánského hnutí Tálibán, a nejvyššího soudce Abdula Hakíma Hakkáního za zločiny proti lidskosti a porušování práv afghánských žen. 
24. ledna – pátek
 Micheál Martin, ze strany Fianna Fáil, byl zvolen irským premiérem. 
25. ledna – sobota
 Saúdskoarabský korunní princ Muhammad bin Salmán přislíbil  v příštích čtyřech letech investice do americké ekonomiky ve výši 600 miliard dolarů. 
 Americká administrativa odsouhlasila dodávku bomb Mark 84 Izraeli i přesto, že předchozí vláda Joe Bidena obchod zamítla kvůli obavám, že Izrael rozšíří ofenzívu proti teroristům Hamásu na hustě zalidněný Rafáh na jihu Gazy. 
27. ledna – pondělí
 Povstalci z Hnutí M23, za podpory rwandské armády, obsadili město Goma v konžské provincii Severní Kivu. 
28. ledna – úterý
 Předseda vlády Srbska Miloš Vučević rezignoval na svou funkci. 
29. ledna – středa
 Při srážce dopravního letounu s vrtulníkem Black Hawk americké armády nad řekou Potomac ve Washingtonu, D.C. zemřelo 67 lidí. 
 Ahmad Šara byl jmenován prozatímním prezidentem Sýrie. 
 V tlačenici vzniklé při hinduistické pouti Kumbhaméla zahynuly ve městě Prajágrádž v indickém státě Uttarpradéš desítky lidí. 
31. ledna – pátek
 Při zřícení letounu Learjet 55 letecké záchranné služby ve Filadelfii zemřelo 7 lidí. 
 Bart De Wever z Nové vlámské aliance sestavil novou belgickou vládu. 